# Zora Piščanc
Zora Piščanc, slovenska pisateljica in kulturna delavka, * 12. maj 1912, Trst, † 23. november 1989, Trst.

## Življenjepis
Zora Piščanc je v Trstu obiskovala trgovsko šolo, ki pa je ni dokončala. Leta 1927 se je skupaj z družino preselila v Toskano, kjer so do očetove upokojitve živeli v Pisi, nato pa se preselili v Gorico, kjer je postala tajnica goriške Marijine družbe in leta 1952 upravnica lista Katoliški glas.

## Literarno delo
Piščančeva je začela pisati novele in povesti med vojno in jih objavljala v zamejskih revijah. Samostojno pa so njena dela, ki večinoma opisujejo življenje primorskih ljudi, izšle v Goriški Mohorjevi družbi pod naslovi: Cvetje v viharju (1953), Dom v tujini (1958), Andrejka (1970), Pastirica Urška (1979), Most čez ocean (1984). Leta 1985 je izšel njen zgodovinski roman Blagovestnika Slovanov, ki govori o delovanju misijonarjev Cirila in Metoda na Velikomoravskem. Življenjepis brata Lada Piščanca, ki je išel 1987, pa je podala v delu Pesnik zelene pomladi.
Leta 1979 je prejela literarno nagrado vstajenje.